# Panturichthys fowleri
Panturichthys fowleri är en fiskart som först beskrevs av Ben-tuvia, 1953.  Panturichthys fowleri ingår i släktet Panturichthys och familjen Heterenchelyidae. IUCN kategoriserar arten globalt som otillräckligt studerad. Inga underarter finns listade i Catalogue of Life.